# MTV Video Music Awards de 2001
O MTV Video Music Awards de 2001 foi ao ar em 6 de setembro de 2001, premiando os melhores videoclipes lançados entre 10 de junho de 2000 e 8 de junho de 2001. A premiação, ocorrida no Metropolitan Opera House, em Nova Iorque, nos Estados Unidos, foi apresentada pelo ator e comediante estadunidense Jamie Foxx. Esta foi a última premiação a ser realizada antes dos ataques de 11 de setembro, que ocorreram cinco dias depois, e destruíram as torres do World Trade Center, presentes no premiado videoclipe de "Rollin' (Air Raid Vehicle)", da banda Limp Bizkit.
Os destaques da premiação incluíram uma aparição surpresa de Michael Jackson no final da apresentação do *NSYNC e uma controversa performance de Britney Spears, na qual ela dançou "I'm a Slave 4 U" utilizando uma série de animais vivos na sua performance - que é considerada uma das apresentações mais marcantes da premiação, até hoje (2025) -, incluindo um uma grande cobra albina em volta dos ombros.  Apesar do sucesso da apresentação de Spears, Bill Lucey, do zoológico americano Rainforest Adventures, conta que alguns pesquisadores de répteis reprovaram a iniciativa.
Macy Gray usou um muito comentado vestido com uma mensagem promocional, instruindo os espectadores a comprarem seu novo álbum, The Id, que saíria 12 dias depois. O comediante Andy Dick encarnou uma prima fictícia de Christina Aguilera, Daphne Aguilera, a qual, em um esquete, "atacou" Christina Aguilera na plateia. O evento também contou com homenagens à Aaliyah e Joey Ramone, falecidos naquele ano. Muitos dos vencedores da noite dedicaram seus prêmios aos dois músicos.
O produtor britânico Fatboy Slim foi o grande vencedor da noite, levando para casa seis prêmios pelo vídeo de "Weapon of Choice", que conta com os talentos de dança do ator Christopher Walken. O videoclipe de "Pop", da boyband *NSYNC, levou para casa quatro prêmios. Christina Aguilera, Lil' Kim, Mýa, P!nk e Missy"Misdemeanor" Elliott levaram para casa dois prêmios, incluindo o prêmio de Vídeo do Ano, pelo vídeo de sua interpretação colaborativa de "Lady Marmalade".

## Performances
| Artista                                                  | Canção                                              | Apresentado por      |
| Pré-show                                                 | Pré-show                                            | Pré-show             |
| -------------------------------------------------------- | --------------------------------------------------- | -------------------- |
| Alien Ant Farm                                           | "Smooth Criminal"                                   | —                    |
| City High (com part. de Eve)                             | "What Would You Do?" "Caramel"                      | —                    |
| Premiação                                                |                                                     |                      |
| Jennifer Lopez Ja Rule                                   | "Love Don't Cost a Thing" I'm Real (Murder Remix)"  | —                    |
| Linkin Park e The X-Ecutioners                           | "One Step Closer"                                   | Dale Earnhardt Jr.   |
| Alicia Keys                                              | "Für Elise" Fallin'"                                | —                    |
| *NSYNC Michael Jackson                                   | "Pop"                                               | Christopher Walken   |
| Jay-Z                                                    | "Izzo (H.O.V.A.)"                                   | —                    |
| Staind                                                   | "Fade"                                              | DMX Mark Wahlberg    |
| Missy "Misdemeanor" Elliott Nelly Furtado Ludacris Trina | "Get Ur Freak On (Remix)" "One Minute Man"          | Shakira Busta Rhymes |
| U2                                                       | "Elevation" Stuck in a Moment You Can't Get Out Of" | —                    |
| Britney Spears                                           | "I'm a Slave 4 U"                                   | OutKast              |

## Vencedores e indicados
| Vídeo do Ano (apresentado por Kid Rock e Mick Jagger) | Melhor Artista Revelação em um Vídeo (apresentado por Nelly, Macy Gray e Mary J. Blige) |
| --- | --- |
| - Christina Aguilera, Lil' Kim, Mýa e P!nk (com part. de Missy "Misdemeanor" Elliott) – "Lady Marmalade" - Missy "Misdemeanor" Elliott – "Get Ur Freak On" - Eminem (com part. de Dido) – "Stan" - Fatboy Slim – "Weapon of Choice" - Janet Jackson – "All for You" - U2 – "Beautiful Day" | - Alicia Keys – "Fallin'" - Coldplay – "Yellow" - Nikka Costa – "Like a Feather" - David Gray – "Babylon" - Sum 41 – "Fat Lip" |
| Melhor Vídeo Masculino (apresentado por Christina Aguilera, Lil' Kim, Mýa e P!nk) | Melhor Vídeo Feminino (apresentado por Will Smith) |
| - Moby (com part. de Gwen Stefani) – "South Side" - Eminem (com part. de Dido) – "Stan" - Lenny Kravitz – "Again" - Nelly – "Ride wit Me" - Robbie Williams – "Rock DJ" | - Eve (com part. de Gwen Stefani) – "Let Me Blow Ya Mind" - Dido – "Thank You" - Missy "Misdemeanor" Elliott – "Get Ur Freak On" - Janet Jackson – "All for You" - Jennifer Lopez – "Love Don't Cost a Thing" - Madonna – "Don't Tell Me" |
| Melhor Vídeo de Pop (apresentado por Nikka Costa e Sheryl Crow) | Melhor Vídeo de Um Grupo (apresentado por Tenacious D) |
| - *NSYNC – "Pop" - Christina Aguilera, Lil' Kim, Mýa e P!nk (com part. de Missy "Misdemeanor" Elliott) – "Lady Marmalade" - Backstreet Boys – "The Call" - Destiny's Child – "Survivor" - Britney Spears – "Stronger" | - *NSYNC – "Pop" - Destiny's Child – "Survivor" - Incubus – "Drive" - Dave Matthews Band – "I Did It" - U2 – "Elevation" |
| Melhor Vídeo de Rock (apresentado por Johnny Knoxville e Snoop Dogg) | Melhor Vídeo de R&B (apresentado por Usher e Estella Warren) |
| - Limp Bizkit – "Rollin' (Air Raid Vehicle)" - Aerosmith – "Jaded" - Linkin Park – "Crawling" - Staind – "It's Been Awhile" - Weezer – "Hash Pipe" | - Destiny's Child – "Survivor" - 112 – "Peaches & Cream" - Sunshine Anderson – "Heard It All Before" - R. Kelly – "I Wish" - Jill Scott – "Gettin' In the Way" |
| Melhor Vídeo de Rap (apresentado por P. Diddy e Ben Stiller) | Melhor Vídeo de Hip-Hop (apresentado por Backstreet Boys) |
| - Nelly – "Ride wit Me" - Eminem (com part. de Dido) – "Stan" - Ja Rule (com part. de Lil' Mo e Vita) – "Put It on Me" - Jay-Z – "I Just Wanna Love U (Give It 2 Me)" - Snoop Dogg (com part. de Master P, Nate Dogg, Butch Cassidy e Tha Eastsidaz) – "Lay Low" | - OutKast – "Ms. Jackson" - The Black Eyed Peas (com part. de Macy Gray) – "Request + Line" - City High – "What Would You Do?" - Missy "Misdemeanor" Elliott – "Get Ur Freak On" - Eve (com part. de Gwen Stefani) – "Let Me Blow Ya Mind" |
| Melhor Vídeo de Dance (apresentado por Jessica Simpson, Mandy Moore e Dream) | Melhor Vídeo de Um Filme (apresentado por Jon Bon Jovi e Jewel) |
| - *NSYNC – "Pop" - Christina Aguilera, Lil' Kim, Mýa e P!nk (com part. de Missy "Misdemeanor" Elliott) – "Lady Marmalade" - Fatboy Slim – "Weapon of Choice" - Janet Jackson – "All for You" - Jennifer Lopez – "Love Don't Cost a Thing" | - Christina Aguilera, Lil' Kim, Mýa e P!nk (com part. de Missy "Misdemeanor" Elliott) – "Lady Marmalade" (de Moulin Rouge!) - Destiny's Child – "Independent Women Part I" (de Charlie's Angels) - DMX – "No Sunshine" (de Rede de Corrupção) - K-Ci & JoJo – "Crazy" (de Save the Last Dance) - U2 – "Elevation (Tomb Raider Mix)" (de Lara Croft: Tomb Raider) |
| Vídeo Inovador (apresentado por Chris Connelly e Gideon Yago) | Melhor Direção (apresentado por Destiny's Child) |
| - Fatboy Slim – "Weapon of Choice" - Common (com part. de Macy Gray) – "Geto Heaven (Remix)" - Gorillaz – "Clint Eastwood" - *NSYNC – "Pop" - R.E.M. – "Imitation of Life" - Robbie Williams – "Rock DJ" | - Fatboy Slim – "Weapon of Choice" (Diretor: Spike Jonze) - Eminem (com part. de Dido) – "Stan" (Diretores: Dr. Dre e Phillip Atwell) - Linkin Park – "Crawling" (Diretores: Brothers Strause) - OutKast – "Ms. Jackson" (Diretor: F. Gary Gray) - R.E.M. – "Imitation of Life" (Diretor: Garth Jennings)                                                        |
| Melhor Coreografia | Melhor Efeitos Especiais |
| - Fatboy Slim – "Weapon of Choice" (Coreógrafos: Michael Rooney, Spike Jonze and Christopher Walken) - Christina Aguilera, Lil' Kim, Mýa e P!nk (com part. de Missy "Misdemeanor" Elliott) – "Lady Marmalade" (Coreógrafo: Tina Landon) - Janet Jackson – "All for You" (Coreógrafos: Shawnette Heard, Marty Kudelka and Roger Lee) - Madonna – "Don't Tell Me" (Coreógrafo: Jamie King) | - Robbie Williams – "Rock DJ" (Efeitos Especiais: Carter White FX, Audio Motion e Clear Post Production) - Missy "Misdemeanor" Elliott – "Get Ur Freak On" (Efeitos Especiais: Glenn Bennett) - Fatboy Slim – "Weapon of Choice" (Efeitos Especiais: Ben Gibbs) - U2 – "Elevation (Tomb Raider Mix)" (Efeitos Especiais: Pixel Envy e Chris Watts)               |
| Melhor Direção de Arte | Melhor Edição |
| - Fatboy Slim – "Weapon of Choice" (Diretor de Arte: Val Wilt) - Aerosmith – "Jaded" (Diretor de Arte: Laura Fox) - Christina Aguilera, Lil' Kim, Mýa e P!nk (com part. de Missy "Misdemeanor" Elliott) – "Lady Marmalade" (Diretor de Arte: Bernadette Dus) - Gorillaz – "Clint Eastwood" (Diretores de Arte: Pete Candeland and Jamie Hewlett) | - Fatboy Slim – "Weapon of Choice" (Editor: Eric Zumbrunnen) - Missy "Misdemeanor" Elliott – "Get Ur Freak On" (Editor: Scott Richter) - *NSYNC – "Pop" (Editor: Chrome) - U2 – "Elevation (Tomb Raider Mix)" (Editor: Joseph Kahn)) |
| Melhor Cinematografia | Prêmio MTV2 (apresentado por Moby, Eve e Gwen Stefani) |
| - Fatboy Slim – "Weapon of Choice" (Diretor de Fotografia: Lance Acord) - Aerosmith – "Jaded" (Diretor de Fotografia: Thomas Kloss) - Missy "Misdemeanor" Elliott – "Get Ur Freak On" (Diretor de Fotografia: James Hawkinson) - Eminem (com part. de Dido) – "Stan" (Diretor de Fotografia: Dariusz Wolski) | - Mudvayne – "Dig" - Craig David – "Fill Me In" - Gorillaz – "Clint Eastwood" - India.Arie – "Video" - Jurassic 5 – "Quality Control" - Alicia Keys – "Fallin'" |
| Escolha do Público (apresentado por Ananda Lewis) | Escolha do Público Internacional (Austrália) |
| - *NSYNC – "Pop" - Backstreet Boys – "The Call" - Destiny's Child – "Independent Women Part I" - Eve (com part. de Gwen Stefani) – "Let Me Blow Ya Mind" - Limp Bizkit – "My Way" - Nelly – "Ride wit Me" | - Paul Mac – "Just the Thing" - Aneiki – "Pleased to Meet You" - The Avalanches – "Since I Left You" - Fatt Dex (com part. de MC Trey) – "Creepin'" - Superheist – "Step Back" |
| Escolha do Público Internacional (Brasil) | Escolha do Público Internacional (Índia - categoria Filme em Hindi) |
| - Charlie Brown Jr. – "Rubão, o Dono do Mundo" - Ana Carolina – "Quem de Nós Dois" - Adriana Calcanhotto – "Devolva-Me" - Wanessa Camargo – "O Amor Não Deixa" - Catedral – "Eu Amo Mais Você" - Patrícia Coelho – "O Meu Sangue Ferve por Você" - Cogumelo Plutão – "Esperando na Janela" - Falamansa – "Rindo à Toa/Xote dos Milagres" - Jota Quest – "O Que Eu Também Não Entendo" - KLB – "Ela Não Está Aqui" - Maurício Manieri – "Primavera" - Mary's Band – "Happy Birthday" - Os Paralamas do Sucesso – "Aonde Quer Que Eu Vá" - O Rappa – "O Que Sobrou do Céu" - Rumbora – "O Mapa da Mina" - Sandy & Junior – "A Lenda" - Skank – "Balada do Amor Inabalável" - Tihuana – "Que Vês?" - Twister – "40 Graus" - Jay Vaquer – "A Miragem" | - Asha Bhosle, Sonu Nigam e Sukhwinder Singh – "Kambakth Ishq" - Sunidhi Chauhan, Jaspinder Narula e Shankar Mahadevan – "Bumbro" - Alka Yagnik e Udit Narayan – "Aaja Mahiya" - Alka Yagnik, Udit Narayan, Sukhwinder Singh e Srinivas – "Mitwa" - Alka Yagnik, Kumar Sanu e Udit Narayan – "Dil Ne Yeh Kaha Hain Dil Se"                                       |
| Escolha do Público Internacional (Índia - categoria Pop em Hindi) | Escolha do Público Internacional (Japão) |
| - Sultan Khan e K. S. Chithra – "Piya Basanti" - Lucky Ali – "Tere Mere Saath" - Colonial Cousins – "Guiding Star" - Falguni Pathak – "Meri Chunar Udd Jaye" - Shubha Mudgal – "Mann Ke Manjeere" | - Hikaru Utada – "Can You Keep a Secret?" - Chemistry – "Pieces of a Dream" - The Gospellers – "Towa Ni" - L'Arc-en-Ciel – "Stay Away" - Misia – "Rhythm Reflection" |
| Escolha do Público Internacional (Coreia) | Escolha do Público Internacional (América Latina - Norte) |
| - g.o.d – "Lie" - Cho Sung Mo – "Do You Know?" - Lee Seung-Hwan – "Of You, for You" - Park Ji-yoon – "Adult Ceremony" - Position – "I Love You | - Alejandro Sanz – "El Alma al Aire" - Control Machete (com part. de Ely Guerra) – "Amores Perros (De Perros Amores)" - Genitallica – "Imagina" - La Ley – "Fuera de Mí" - Paulina Rubio – "Y Yo Sigo Aquí |
| Escolha do Público Internacional (América Latina - Central) | Escolha do Público Internacional (América Latina - Sul) |
| - Dracma – "Hijo de Puta" - Chancho en Piedra – "Eligiendo una Reina" - La Ley – "Fuera de Mí" - Paulina Rubio – "Y Yo Sigo Aquí" - Stereo 3 – "Atrévete a Aceptarlo" | - Catupecu Machu – "Y Lo Que Quiero Es Que Pises sin el Suelo" - Natalia Oreiro – "Tu Veneno" - Fito Páez – "El Diablo de Tu Corazón" - Paulina Rubio – "Y Yo Sigo Aquí" - Alejandro Sanz – "El Alma al Aire" |
| Escolha do Público Internacional (Mandarim) | Escolha do Público Internacional (Rússia) |
| - Jolin Tsai – "Fall in Love with a Street" - Jacky Cheung – "Complain for Reason" - Gigi Leung – "The Price of Love" - Liang Jing Ru – "Courage" - Karen Mok – "Lazy to Bother" - Sticky Rice – "Taekwondo" - Stefanie Sun – "The Happiness That I Need" - Nicholas Tse – "Jade Butterfly" - Leehom Wang – "Son of Dragon" - Zhang Hui Mei – "One Night Stand" | - t.A.T.u. – "Ya Soshla S Uma" - Alsou – "Before You Love Me" - Mumiy Troll – "Moya Pevitsa"" |
| Escolha do Público Internacional (Ásia - Sudeste) | Prêmio Michael Jackson Video Vanguard (apresentado por Carson Daly) |
| - Kyla – "Hanggang Ngayon" - Black Maria – "Veto" - Dome – "Pa Lao" - Naif – "Posessif" | U2 |